# Dziurka w Trawce
Dziurka w Trawce – jaskinia w Dolinie Miętusiej w Tatrach Zachodnich. Wejście do niej znajduje się na zachodnim zboczu Szarego Żlebu pod granią Ratuszowego Grzbietu na wysokości około 1750 metrów n.p.m. Długość jaskini wynosi 179 metrów, a jej deniwelacja 27,9 metra.

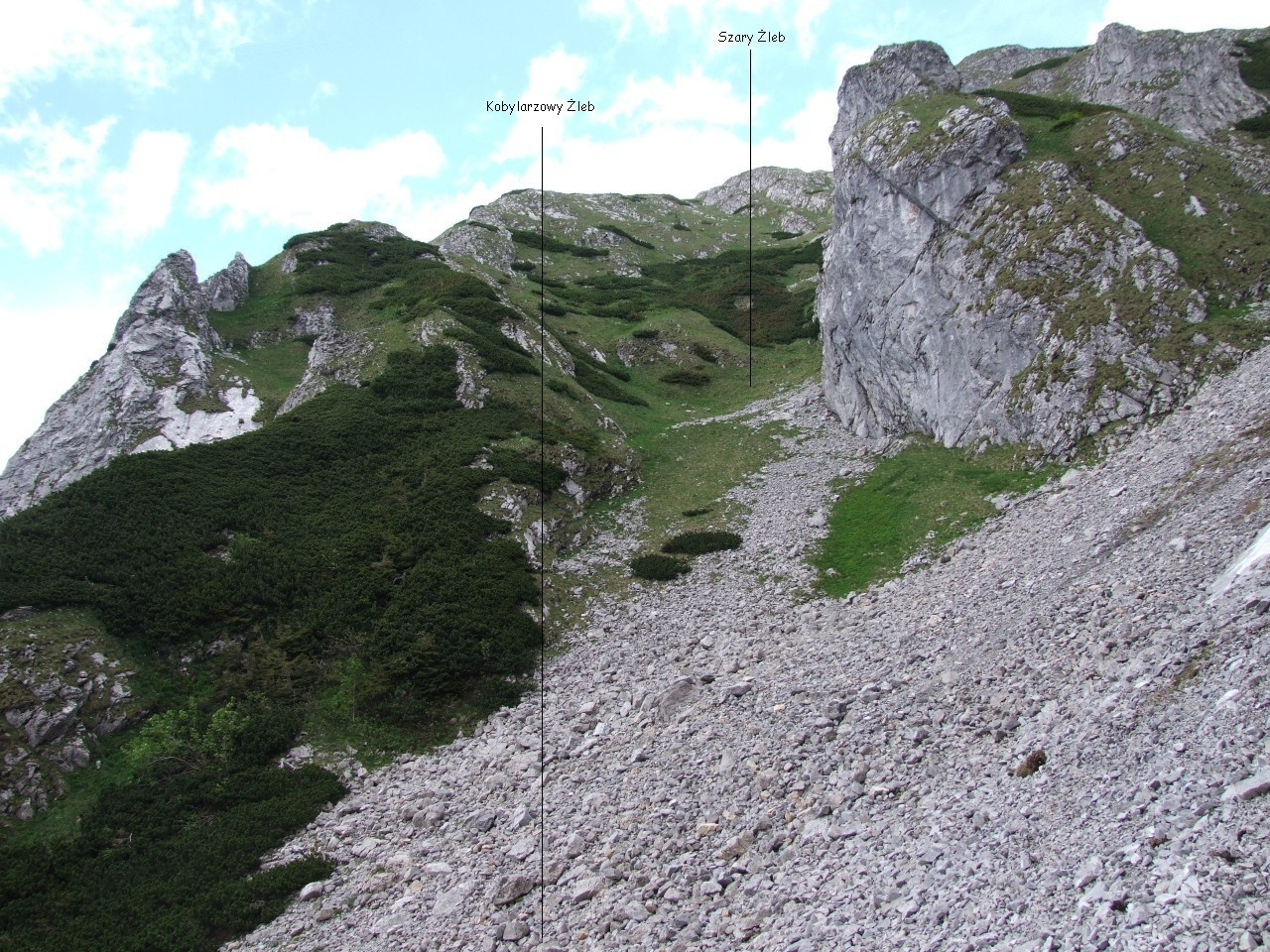
Szary Żleb

## Opis jaskini
Nazwa jaskini wzięła się stąd, że otwór wejściowy jest mały i wycięty w trawie. Z niego przez próg dochodzi się do niewielkiej salki. W jej najniższym punkcie znajduje się szczelina, którą schodzi się do Salki z Ruchomym Spągiem (odchodzi stąd boczny ciąg łączący się dalej z ciągiem głównym). Główny ciąg prowadzi dalej idącym stromo w dół korytarzem do kolejnej salki. Z niej zjeżdża się szczeliną i przez przełaz dochodzi się do Sali Lustrzanej. Jest to bardzo duża sala (10 metrów długości, 4 metry wysokości, do 5 metrów szerokości), której dno pokryte jest grubą warstwą lodu. Po jej lewej stronie znajduje się niewielki otwór, który prowadzi do wąskiego korytarzyka kończącego się w Salce z Pisuarem. Tutaj też dno pokryte jest częściowo warstwą lodu.
Tymczasem ciąg główny idzie przez okno znajdujące się w Sali Lustrzanej do Sali Majowej. Sala ma około 13 metrów wysokości i około 18 metrów długości. Przedzielona jest 4-metrowym progiem. Zachodnia jej część zwęża się, w stropie znajduje się tu ciasna, krótka szczelina. Z sali odchodzi też 5-metrowa studzienka i 8-metrowy kominek.

## Przyroda
W jaskini nie ma szaty naciekowej. Przez cały rok zalega w niej lód, co pozwala zaliczyć ją do jaskiń lodowych.  Pokrywa lodowa występuje w Sali Lustrzanej oraz w Salce z Pisuarem. Temperatura zaobserwowana w czerwcu w Sali Lustrzanej wynosiła −3 °C.

## Historia odkryć
Jaskinia została odkryta 17 maja 2000 roku przez Zbigniewa Tabaczyńskiego ze Speleoklubu Tatrzańskiego, który zbadał ją do Sali Lustrzanej. 
24 maja 2000 roku odkryto Salkę z Pisuarem i Salę Majową.